# الركية (أرحب)

تعديل مصدري - تعديل

الركية هي إحدى قرى عزلة بني على بمديرية أرحب التابعة لمحافظة صنعاء، بلغ تعداد سكانها 1299 نسمة حسب تعداد اليمن لعام 2004.